# Piet Schroemges
Piet Schroemges (Tegelen, 15 juli 1939) was een Nederlands voetballer. Hij verdedigde als doelman in totaal 11 seizoenen de kleuren van VVV.

## Carrière
Schroemges begon zijn voetbalcarrière bij de destijds gerenommeerde amateurclub SC Irene die in 1959 samen met SV Gouda en ESCA streed om het landskampioenschap bij de amateurs. In 1961 maakte hij de overstap naar VVV waar hij met plaatsgenoot Frans Swinkels de strijd moest aanbinden om de positie van eerste doelman. Die strijd werd uiteindelijk in Swinkels' voordeel beslist, al kwam Schroemges in zeven seizoenen toch nog tot een aantal van 74 competitiewedstrijden. In 1968 zei Schroemges het betaald voetbal vaarwel en ging bij tweedeklasser Belfeldia spelen. 
Een jaar na het afscheid van Swinkels klopte FC VVV toch weer bij Schroemges aan die met ingang van het seizoen 1970/71 zijn rentree maakte. In zijn tweede periode bij de Venlose club was hij nu wel de onbetwiste eerste keus. In vier seizoenen stond hij in totaal 135 competitiewedstrijden onder de lat.
In 1974 nam Schroemges definitief afscheid van VVV. Hij keepte nog twee jaar bij SC Irene en sloot zijn loopbaan af bij VV VOS. Als 38-jarige scoorde hij zijn enige competitiedoelpunt, in het duel Baarlo-VOS op 19 maart 1978. Bij een 0-3 stand benutte hij een strafschop en VOS won met 1-7.

### Profstatistieken
| Seizoen         | Club            | Competitie      | Competitie | Competitie | Beker | Beker | Overige | Overige | Totaal | Totaal |
| Seizoen         | Club            | Competitie      | Wed.       | Dlp.       | Wed.  | Dlp.  | Wed.    | Dlp.    | Wed.   | Dlp.   |
| --------------- | --------------- | --------------- | ---------- | ---------- | ----- | ----- | ------- | ------- | ------ | ------ |
| 1961/62         | VVV             | Eredivisie      | 19         | 0          | 0     | 0     | 0       | 0       | 19     | 0      |
| 1962/63         | VVV             | Eerste divisie  | 15         | 0          | 2     | 0     | —       | —       | 17     | 0      |
| 1963/64         | VVV             | Eerste divisie  | 8          | 0          | 1     | 0     | —       | —       | 9      | 0      |
| 1964/65         | VVV             | Eerste divisie  | 6          | 0          | 0     | 0     | —       | —       | 6      | 0      |
| 1965/66         | VVV             | Eerste divisie  | 11         | 0          | 2     | 0     | —       | —       | 13     | 0      |
| 1966/67         | FC VVV          | Tweede divisie  | 7          | 0          | —     | —     | —       | —       | 7      | 0      |
| 1967/68         | FC VVV          | Eerste divisie  | 8          | 0          | 2     | 0     | 0       | 0       | 10     | 0      |
| 1970/71         | FC VVV          | Tweede divisie  | 30         | 0          | 1     | 0     | —       | —       | 31     | 0      |
| 1971/72         | FC VVV          | Eerste divisie  | 40         | 0          | 1     | 0     | —       | —       | 41     | 0      |
| 1972/73         | FC VVV          | Eerste divisie  | 29         | 0          | 2     | 0     | —       | —       | 31     | 0      |
| 1973/74         | FC VVV          | Eerste divisie  | 36         | 0          | 2     | 0     | —       | —       | 38     | 0      |
| Carrière totaal | Carrière totaal | Carrière totaal | 209        | 0          | 13    | 0     | 0       | 0       | 222    | 0      |